# Josh Mansour

a Compétitions nationales et continentales officielles uniquement.

b Matchs officiels uniquement.
Josh Mansour, né le 17 juin 1990 à Canterbury (Australie), est un joueur de rugby à XIII australien évoluant au poste d'ailier ou de centre. Il fait ses débuts en National Rugby League (« NRL ») avec les Panthers de Penrith lors de la saison 2012, franchise à laquelle il est toujours fidèle. Il a également revêtu le maillot de la sélection du « City » lors du City vs Country Origin depuis 2016 ainsi que la Nouvelle-Galles du Sud pour le State of Origin, enfin il a également été appelé en sélection d'Australie avec laquelle il a participé au Tournoi des Quatre Nations 2014., il a auparavant revêtu le maillot du Liban en 2009.

## Palmarès
- Collectif :
  - Vainqueur de la Coupe du monde : 2017 (Australie).
  - Vainqueur du Tournoi des Quatre Nations : 2016 (Australie).
  - Vainqueur du City vs Country Origin : 2016 (City).
  - Finaliste du Tournoi des Quatre Nations : 2014 (Australie).
  - Finaliste de la National Rugby League : 2020 (Penrith).

- Individuel :
  - Elu meilleur ailier de la National Rugby League : 2016 (Penrith).

### En club

#### Statistiques
| Saison | Club                   | Compétition           | Matchs | Points | Essais | Goals | Drops |
| ------ | ---------------------- | --------------------- | ------ | ------ | ------ | ----- | ----- |
| 2012   | Penrith Panthers       | National Rugby League | 14     | 28     | 7      | -     | -     |
| 2013   | Penrith Panthers       | National Rugby League | 14     | 16     | 4      | -     | -     |
| 2014   | Penrith Panthers       | National Rugby League | 22     | 60     | 15     | -     | -     |
| 2015   | Penrith Panthers       | National Rugby League | 12     | 24     | 6      | -     | -     |
| 2016   | Penrith Panthers       | National Rugby League | 25     | 64     | 16     | -     | -     |
| 2017   | Penrith Panthers       | National Rugby League | 15     | 20     | 5      | -     | -     |
| 2018   | Penrith Panthers       | National Rugby League | 15     | 32     | 8      | -     | -     |
| 2019   | Penrith Panthers       | National Rugby League | 19     | 4      | 1      | -     | -     |
| 2020   | Penrith Panthers       | National Rugby League | 22     | 48     | 12     | -     | -     |
| 2021   | South Sydney Rabbitohs | National Rugby League | 0      | 0      | 0      | -     | -     |